# Grande Prêmio da Turquia de 2009
Resultados do Grande Prêmio da Turquia de Fórmula 1 realizado em Istambul em 7 de junho de 2009. Sétima etapa do campeonato, foi vencido pelo britânico Jenson Button, da Brawn-Mercedes, que subiu ao pódio ladeado por Mark Webber e Sebastian Vettel, pilotos da Red Bull-Renault.

## Resumo
- Última vitória de Jenson Button no ano e também a última do piloto britânico pela Brawn.
- Único GP que Rubens Barrichello não completou no campeonato e também o primeiro abandono na história da Brawn.
- Quarta e última volta mais rápida na história da Brawn.

## Classificação da prova
Carros com KERS estão marcados com "‡"

### Treinos classificatórios
| Pos.   | Nº | Piloto               | Equipe               | Q1       | Q2       | Q3       | Grid |
| ------ | -- | -------------------- | -------------------- | -------- | -------- | -------- | ---- |
| 1      | 15 | Sebastian Vettel     | Red Bull-Renault     | 1:27.330 | 1:27.016 | 1:28.316 | 1    |
| 2      | 22 | Jenson Button        | Brawn-Mercedes       | 1:27.355 | 1:27.230 | 1:28.421 | 2    |
| 3      | 23 | Rubens Barrichello   | Brawn-Mercedes       | 1:27.371 | 1:27.418 | 1:28.579 | 3    |
| 4      | 14 | Mark Webber          | Red Bull-Renault     | 1:27.466 | 1:27.416 | 1:28.613 | 4    |
| 5      | 9  | Jarno Trulli         | Toyota               | 1:27.529 | 1:27.195 | 1:28.666 | 5    |
| 6      | 4‡ | Kimi Räikkönen       | Ferrari              | 1:27.556 | 1:27.387 | 1:28.815 | 6    |
| 7      | 3‡ | Felipe Massa         | Ferrari              | 1:27.508 | 1:27.349 | 1:28.858 | 7    |
| 8      | 7  | Fernando Alonso      | Renault              | 1:27.988 | 1:27.473 | 1:29.075 | 8    |
| 9      | 16 | Nico Rosberg         | Williams-Toyota      | 1:27.517 | 1:27.418 | 1:29.191 | 9    |
| 10     | 5  | Robert Kubica        | BMW Sauber           | 1:27.788 | 1:27.455 | 1:29.357 | 10   |
| 11     | 6  | Nick Heidfeld        | BMW Sauber           | 1:27.795 | 1:27.521 |          | 11   |
| 12     | 17 | Kazuki Nakajima      | Williams-Toyota      | 1:27.691 | 1:27.629 |          | 12   |
| 13     | 10 | Timo Glock           | Toyota               | 1:28.160 | 1:27.795 |          | 13   |
| 14     | 2‡ | Heikki Kovalainen    | McLaren-Mercedes     | 1:28.199 | 1:28.207 |          | 14   |
| 15     | 20 | Adrian Sutil         | Force India-Mercedes | 1:28.278 | 1:28.391 |          | 15   |
| 16     | 1‡ | Lewis Hamilton       | McLaren-Mercedes     | 1:28.318 |          |          | 16   |
| 17     | 8  | Nelson Piquet Jr.    | Renault              | 1:28.582 |          |          | 17   |
| 18     | 12 | Sébastien Buemi      | Toro Rosso-Ferrari   | 1:28.708 |          |          | 18   |
| 19     | 21 | Giancarlo Fisichella | Force India-Mercedes | 1:28.717 |          |          | 19   |
| 20     | 11 | Sébastien Bourdais   | Toro Rosso-Ferrari   | 1:28.918 |          |          | 20   |
| Fonte: |    |                      |                      |          |          |          |      |

### Corrida
| Pos.   | Nº | Piloto               | Construtor           | Voltas | Tempo/Diferença | Grid | Pontos |
| ------ | -- | -------------------- | -------------------- | ------ | --------------- | ---- | ------ |
| 1      | 22 | Jenson Button        | Brawn-Mercedes       | 58     | 1:26:24.848     | 2    | 10     |
| 2      | 14 | Mark Webber          | Red Bull-Renault     | 58     | + 6.714         | 4    | 8      |
| 3      | 15 | Sebastian Vettel     | Red Bull-Renault     | 58     | + 7.461         | 1    | 6      |
| 4      | 9  | Jarno Trulli         | Toyota               | 58     | + 27.843        | 5    | 5      |
| 5      | 16 | Nico Rosberg         | Williams-Toyota      | 58     | + 31.539        | 9    | 4      |
| 6      | 3‡ | Felipe Massa         | Ferrari              | 58     | + 39.996        | 7    | 3      |
| 7      | 5  | Robert Kubica        | BMW Sauber           | 58     | + 46.247        | 10   | 2      |
| 8      | 10 | Timo Glock           | Toyota               | 58     | + 46.959        | 13   | 1      |
| 9      | 4‡ | Kimi Räikkönen       | Ferrari              | 58     | + 50.246        | 6    |        |
| 10     | 7  | Fernando Alonso      | Renault              | 58     | + 1:02.420      | 8    |        |
| 11     | 6  | Nick Heidfeld        | BMW Sauber           | 58     | + 1:04.327      | 11   |        |
| 12     | 17 | Kazuki Nakajima      | Williams-Toyota      | 58     | + 1:06.376      | 12   |        |
| 13     | 1‡ | Lewis Hamilton       | McLaren-Mercedes     | 58     | + 1:20.454      | 16   |        |
| 14     | 2‡ | Heikki Kovalainen    | McLaren-Mercedes     | 57     | + 1 volta       | 14   |        |
| 15     | 12 | Sébastien Buemi      | Toro Rosso-Ferrari   | 57     | + 1 volta       | 18   |        |
| 16     | 8  | Nelson Piquet Jr.    | Renault              | 57     | + 1 volta       | 17   |        |
| 17     | 20 | Adrian Sutil         | Force India-Mercedes | 57     | + 1 volta       | 15   |        |
| 18     | 11 | Sébastien Bourdais   | Toro Rosso-Ferrari   | 57     | + 1 volta       | 20   |        |
| Ret    | 23 | Rubens Barrichello   | Brawn-Mercedes       | 47     | Câmbio          | 3    |        |
| Ret    | 21 | Giancarlo Fisichella | Force India-Mercedes | 4      | Freios          | 19   |        |
| Fonte: |    |                      |                      |        |                 |      |        |

## Tabela do campeonato após a corrida
| Pos.   | Piloto             | Pontos |
| ------ | ------------------ | ------ |
| 1      | Jenson Button      | 61     |
| 2      | Rubens Barrichello | 35     |
| 3      | Sebastian Vettel   | 29     |
| 4      | Mark Webber        | 27,5   |
| 5      | Jarno Trulli       | 19,5   |
| Fonte: |                    |        |

| Pos.   | Construtor       | Pontos |
| ------ | ---------------- | ------ |
| 1      | Brawn-Mercedes   | 96     |
| 2      | Red Bull-Renault | 56,5   |
| 3      | Toyota           | 32,5   |
| 4      | Ferrari          | 20     |
| 5      | McLaren-Mercedes | 13     |
| Fonte: |                  |        |

- Nota: Somente as primeiras cinco posições estão listadas.